# 강화 최씨
강화 최씨(江華 崔氏)는 인천광역시 강화군을 본관으로 하는 한국의 성씨이다.

## 역사
강화 최씨 시조(始祖) 최익후(崔益厚)는 고려 중엽에 상서좌복야(尙書左僕射)를 지냈고 정당문학(政堂文學)에 올라 강화(江華)에서 터를 잡고 살았다. 세종특별자치시 조치원읍(鳥致院邑)에 시조묘인 숭모단(崇慕壇)이 있다.

## 인물
- 최용소(崔龍蘇, ? ~ 1422년) : 1370년(공민왕 19) 전라도체복사(全羅道體覆使)로 파견되어 민심을 위유하고, 고려 말에 공조전서를 역임하였다. 1394년(태조 3) 회례사(回禮使)로 일본에 건너가 포로로 잡혀간 본국인 570명을 데리고 나왔으며, 1397년 상의중추원사(商議中樞院事), 1398년 강원도도관찰사를 지냈다. 1400년(정종 2) 3군 도진무(都鎭撫)로 재직 중 방간(芳幹)의 모반에 연좌되어 하옥되었다가 방면되고, 곧 검교참찬문하부사(檢校參贊門下府事)에 좌천되었으며, 곧 방간의 당여로 재차 논죄되어 삭직, 장형을 받았으나, 태종이 즉위하면서 사면되었다. 1403년(태종 3) 승녕부윤(承寧府尹)으로 복직되고, 그 해 좌군총제(左軍總制)에 개수되고, 안동부사·개성부유후 등을 역임하였다. 1413년 공조판서, 1414년 판한성부사가 되었다. 시호는 제정(齊貞).
- 최대교(崔大敎) : 제6대 서울고등검찰청 검사장
- 최홍재(崔弘在) : 전 대통령비서실 정무수석실 선임행정관

## 과거 급제자
강화 최씨는 조선시대 문과 급제자 20명을 배출하였다.
문과
최경원(崔景瑗) 최공망(崔公望) 최관(崔瓘) 최덕종(崔德種) 최린(崔潾)
최명순(崔命順) 최명옥(崔鳴玉) 최민(崔) 최빈(崔贇) 최순(崔淳)
최시량(崔始量) 최시망(崔時望) 최신헌(崔身獻) 최우락(崔禹洛) 최지성(崔之聖)
최향(崔晑) 최호(崔濩) 최호(崔濩) 최호(崔灝) 최훤(崔煊)
무과
최경(崔警) 최계한(崔啓漢) 최석일(崔石一) 최석주(崔錫柱) 최수가(崔壽可)
최숙(崔淑) 최시춘(崔時春) 최여정(崔汝廷) 최원강(崔元崗) 최원해(崔元海)
최응립(崔應立) 최응상(崔應祥) 최조원(崔造源) 최종익(崔宗益) 최준룡(崔俊龍)
최형기(崔衡基)
생원시
최경원(崔景瑗) 최규(崔珪) 최방(崔昉) 최빈(崔贇) 최사(崔泗)
최숙(崔璹) 최시(崔是) 최여항(崔汝恒) 최완(崔浣) 최육(崔焴)
최의림(崔義林) 최자평(崔自平) 최제남(崔齊南) 최지성(崔之聖) 최태기(崔泰基)
최태제(崔泰濟) 최헌(崔) 최호(崔灝) 최회(崔澮) 최흘(崔屹)
진사시
최공망(崔公望) 최광현(崔光鉉) 최덕종(崔德種) 최린(崔潾) 최서(崔曙)
최순(崔淳) 최시량(崔始量) 최억(崔檍) 최윤의(崔允漪) 최의갑(崔義甲)
최익(崔益) 최항립(崔恒岦) 최호(崔濩) 최훤(崔烜)

## 관련 문화재
- 연기 봉산동 향나무
- 조치원 봉산영당

## 인구
- 1985년 2,905가구 12,553명
- 2000년 4,569가구 14,557명
- 2015년 13,372명